# Erich Heckel
Erich Heckel, född 31 juli 1883 i Döbeln, död 27 januari 1970 i Radolfzell am Bodensee, var en tysk bildkonstnär, förknippad med expressionism.
Efter en kortare tids studier i arkitektur valde Erich Heckel att utbilda sig själv till bildkonstnär, och gäller därför som autodidakt. Tillsammans med Ernst Ludwig Kirchner (som målat porträttet av honom här), Karl Schmidt-Rottluff och Fritz Bleyl grundade Heckel 1905 konstnärsgruppen Die Brücke. Den grubblande självbespegling som utmärker hans konst fram till 1920 försvann så småningom, och han gick vidare från expressionismen till en mer dekorativ stil, med en lyrisk känsla för landskapet.
Erich Heckel utförde betydande träsnitt, som exempelvis Den hopkrupne (1914) där hans känsla för människans isolering tydligt kommer till uttryck.
I augusti 1934 publicerades ett upprop formulerat av Joseph Goebbels i NSDAP:s partiorgan Völkischer Beobachter. I korthet handlade detta om att offentligt visa Führern sin trohet. Det var undertecknat av namnkunniga författare, bildkonstnärer, arkitekter, skådespelare, musiker och tonsättare. Bland dem återfanns Erich Heckel.
Knappt tre år senare, år 1937 fick Heckel ändå utställningsförbud av den särskilda avdelningen för bildkonst inom den likriktande nationalsocialistiska riksorganisationen Reichskulturkammer. 729 av hans verk beslagtogs och avlägsnades från tyska museer. Åtta av dem visades bland annat på vandringsutställningen Entartete Kunst runt om i Nazityskland 1937–1941. Fem av dessa är försvunna.